# Bistro
Pour les articles homonymes, voir Bistro (homonymie).

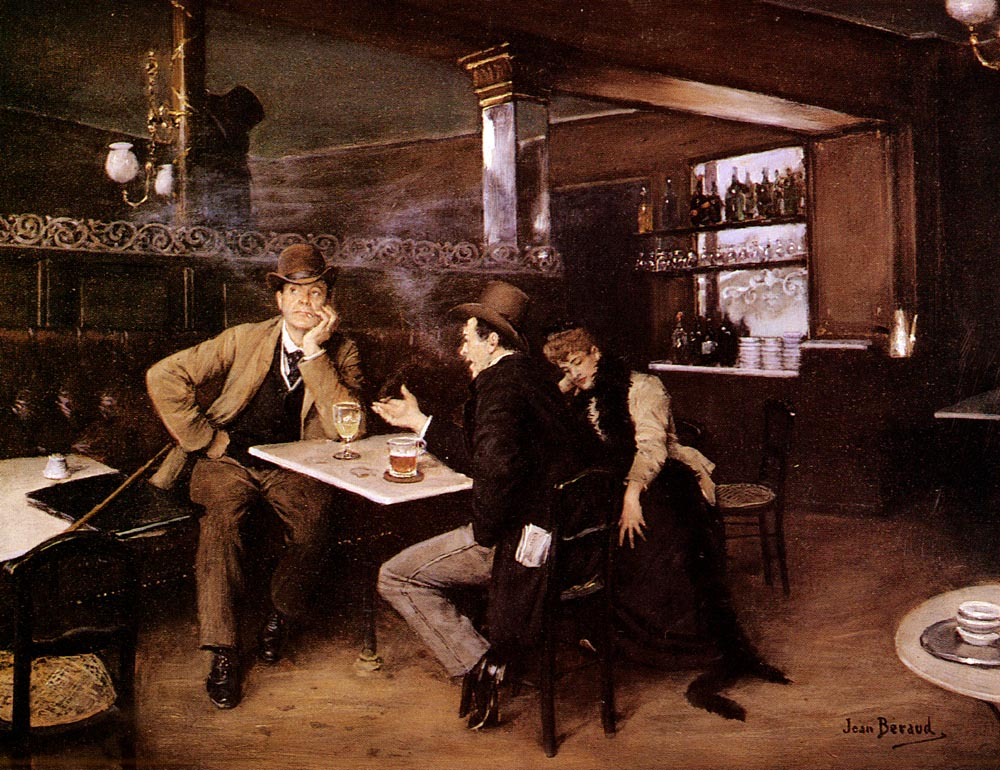
Jean Béraud, Au bistro (avant 1935), localisation inconnue.

Un bistro (ou bistrot) est un petit café, petit restaurant sympathique et modeste, composé d'un comptoir ou « zinc », d'une machine à café et d'une tireuse à bière. Les tables sont simples, en bois ou en fer, dans un style début XXe siècle, elles sont recouvertes de nappes vichy ou de papier gaufré blanc. Le patron de cet établissement est le « bistrotier », ou, par métonymie, le « bistrot » (la « bistrote » si c'est une femme). Le terme vient du poitevin, « bistraud » désignant à l’origine un domestique, puis le domestique du marchand de vin, puis le marchand de vin lui-même.
De 1945 à 2021, le nombre de bistrots en France serait passé de 400 000 à 40 000.

## Étymologie

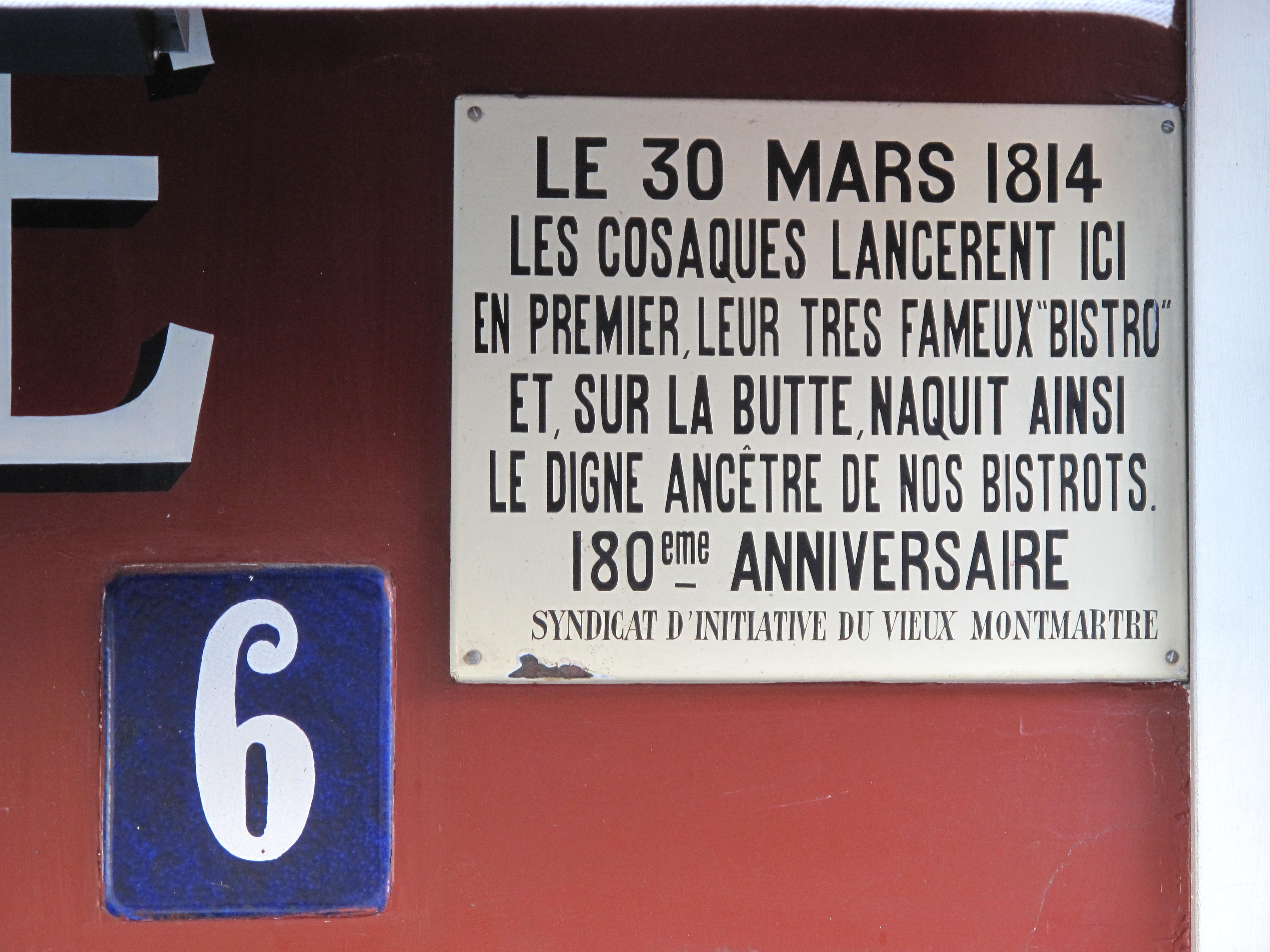
La légende de l'origine de l'occupation russe en 1814, sur la façade de la Mère Catherine, place du Tertre, à Montmartre.

« Bistrot » est un régionalisme importé au XIXe siècle à Paris, d’où il s'est diffusé à travers la France. « Bistrot » vient du poitevin « bistraud » désignant à l’origine un domestique, puis le domestique du marchand de vin, puis le marchand de vin lui-même. 

« Sur le comptoir triomphait un gros bouquet. À cause de la fête du bistrot Martrodin. Un cadeau des enfants ! qu’il nous a annoncé lui-même […] Le mari voulait absolument que le bistrot se mette à lui réciter les sous-préfectures du Loir-et-Cher parce que lui il les avait apprises et il les savait encore. »

— Louis-Ferdinand Céline, Voyage au bout de la nuit.
Le mot désignait, au début du XXe siècle, le « tenancier d’un bistrot » aussi bien que l'« établissement où l’on sert du vin ». Il possède plusieurs synonymes : « troquet  » (marchand de vin au détail puis petit débit de boisson) , « bistroquet » (croisement de « bistro » et de « troquet ») et « mastroquet » (peut-être du flamand meisterke, qui serait l'appellation usuelle d'un tenancier d'auberge).
Certains ont rapproché « bistrot » du mot « bistouille », mélange de café et d’alcool dans le nord de la France, qui aurait donné son nom à l’établissement où on le servait, mais cela se heurte au fait que le sens premier n’était pas l’établissement, mais celui qui servait,.
Une étymologie populaire (voir la plaque apposée sur la façade de la Mère Catherine, place du Tertre à Montmartre) le fait dériver du russe bystro (en cyrillique : быстро) signifiant « vite » et importé par l'occupant russe à la suite de la bataille de Paris de 1814. Les soldats russes dont les heures de sortie étaient limitées par le couvre-feu imposé aux troupes, craignant de se faire surprendre par l’arrivée d’un gradé, auraient eu l'habitude de presser les cafetiers qui les servaient en leur criant en russe : « быстро, быстро », « vite, vite ». Mais le Centre national de ressources textuelles et lexicales (CNRTL) juge cette étymologie insuffisamment fondée et, selon le linguiste et lexicographe Alain Rey, elle « doit être écartée pour des raisons chronologiques, en l’absence d’attestations du mot pendant près de trois quarts de siècle ». La première attestation date en effet de 1884 dans les Souvenirs de la Roquette de l'abbé Georges Moreau.

## Historique
L'origine des bistrotiers auvergnats à Paris provient de la révolution industrielle, lorsque les bougnats quittent leurs terres pauvres du Massif central et montent à Paris. Après avoir exercé la profession de porteur d'eau (pour les bains) et de chiffonnier au XIXe siècle, les immigrants de ces hautes terres s'orientent progressivement dans le commerce du bois, de la ferraille, du charbon (livré à domicile) et des boissons (vin, spiritueux, limonade). Leurs boutiques, dans lesquelles ils vendent du bois, du charbon, des boissons et parfois des spécialités auvergnates à des prix modestes, ont une ambiance bien différente des grands cafés parisiens. Voulant élargir leur clientèle, ils ouvrent bientôt leurs bistrots « à proximité des usines, dans l'espoir d'attirer la clientèle ouvrière ». 
Toutefois, leur nombre diminue : la France compte 34 600 débits de boissons en 2021, contre 170 000 en 1958. Le sociologue Pierre Boisard explique : « Il y a soixante ans, il pouvait y avoir trois ou quatre bistrots pour 500 habitants. Depuis, les villages ont été désertés. Avec l'arrivée de l'automobile, les gens se rendent en voiture au supermarché, plutôt que de fréquenter les commerces de village, où ils pouvaient prendre un café à l'occasion ».
Depuis le 27 septembre 2024, les bistrots sont inscrits à l'inventaire du patrimoine culturel immatériel en France.

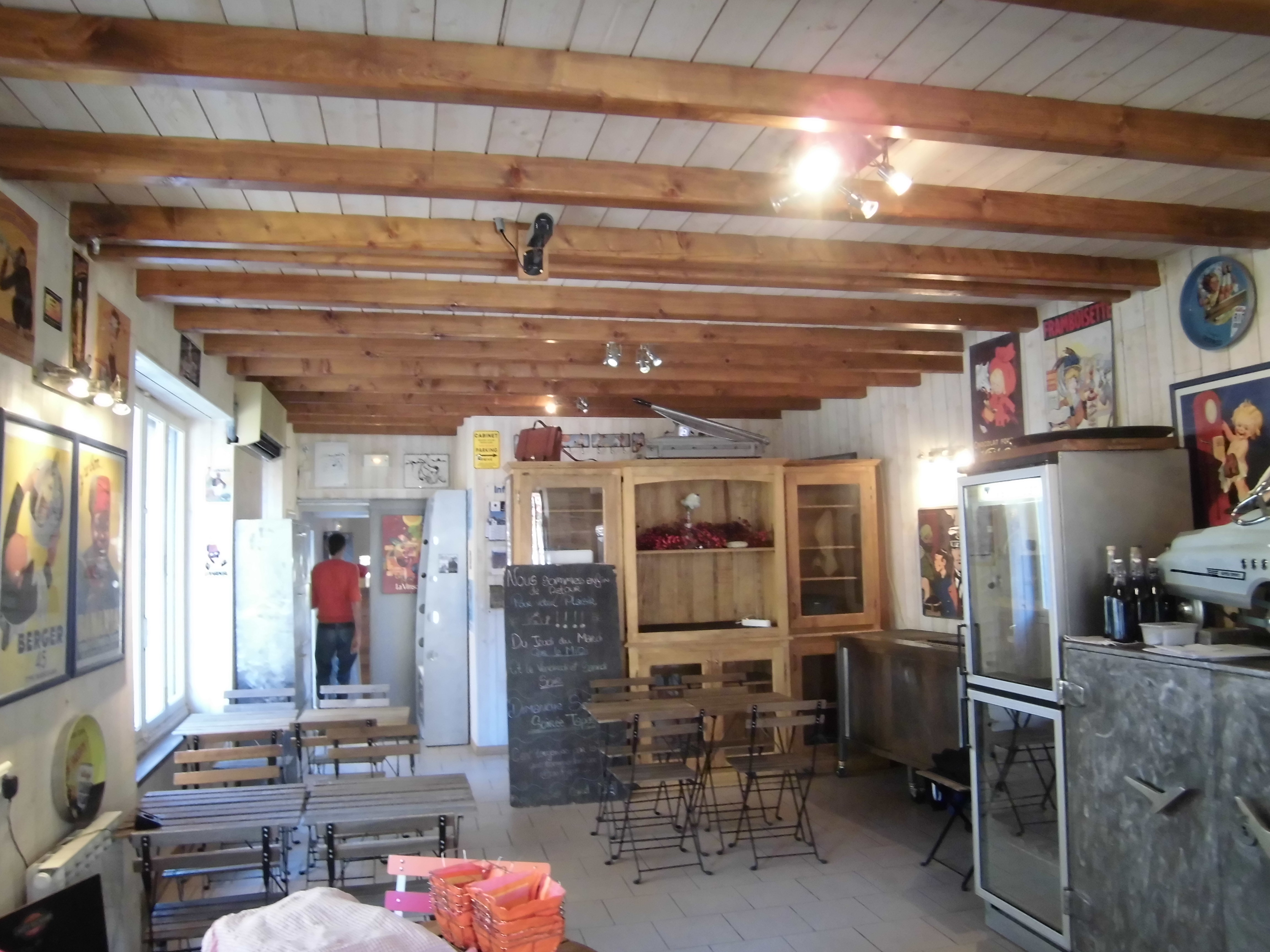
Bistrot à Vinsobres.
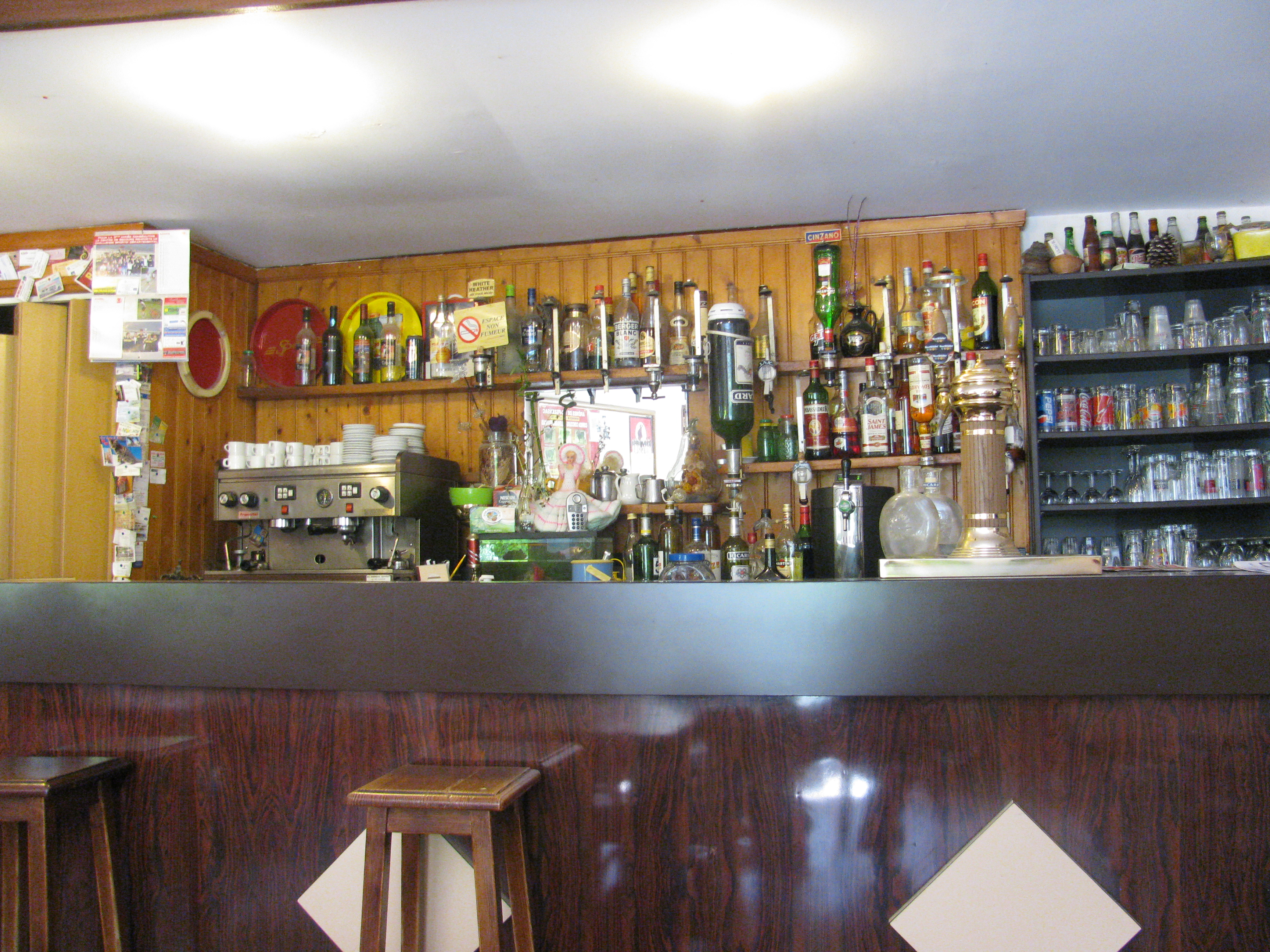
Comptoir du bistrot de Belmont.
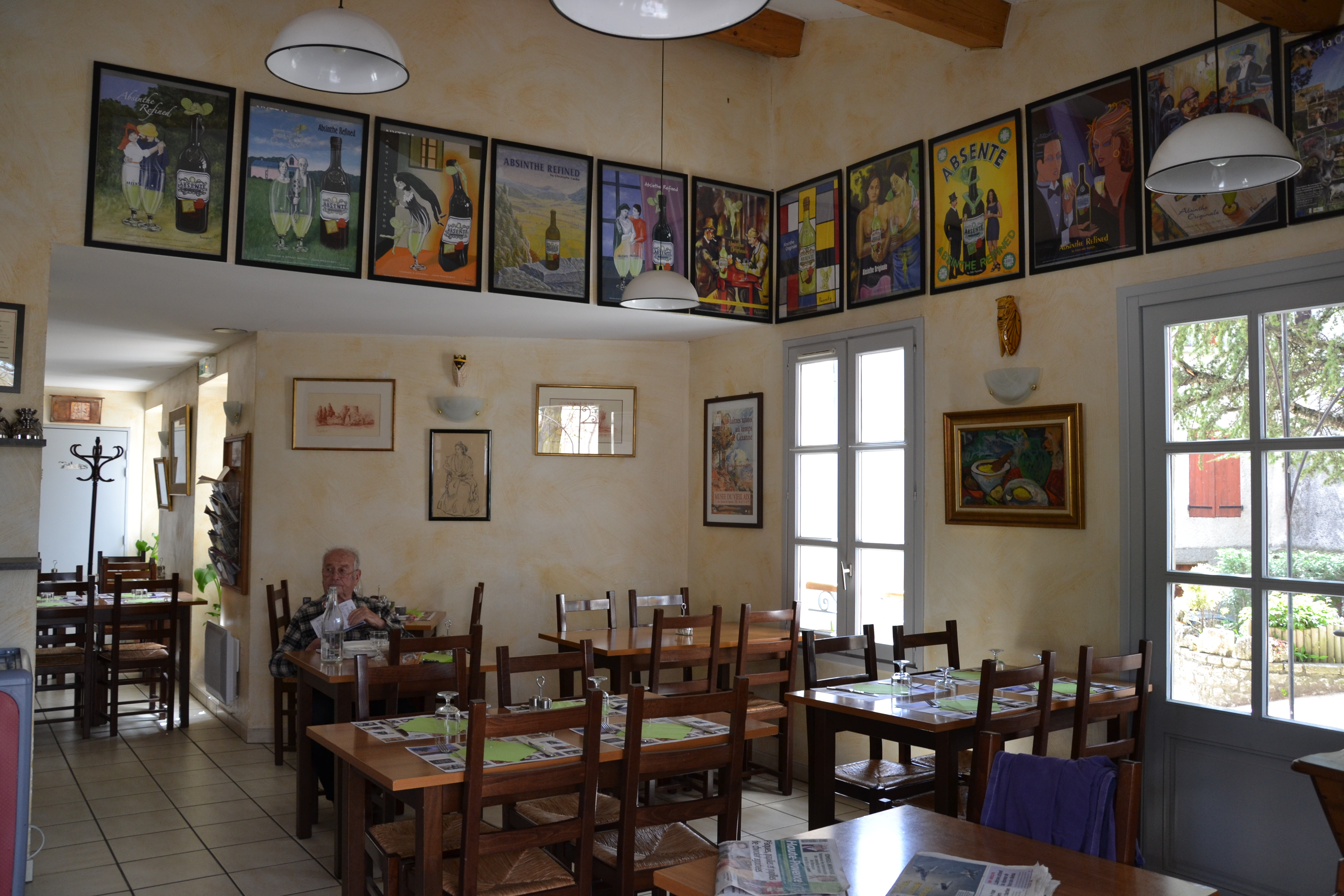
« Bistrot de Pays » de Niozelles.
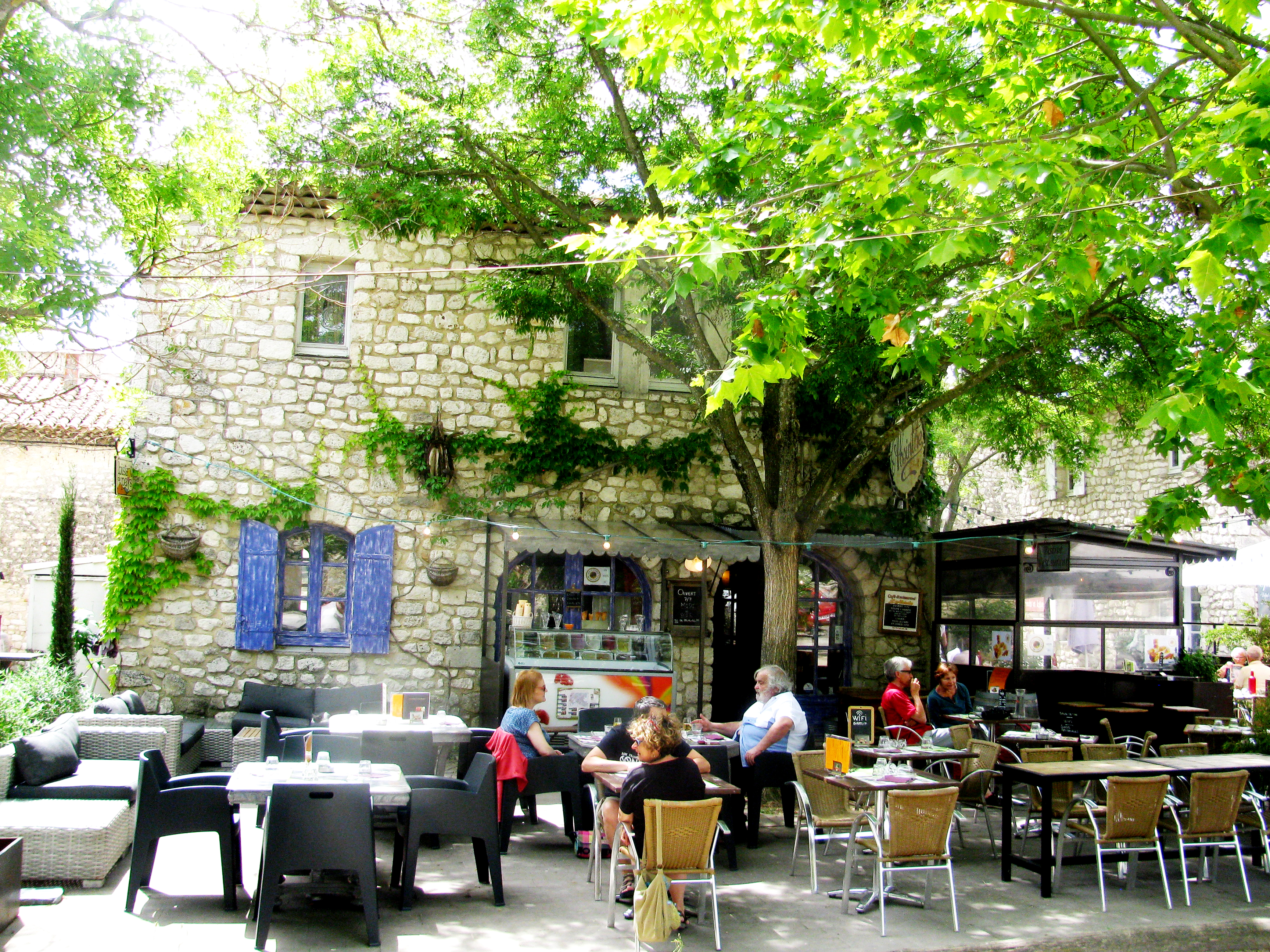
« L'Absinthe » à La Garde-Adhémar.
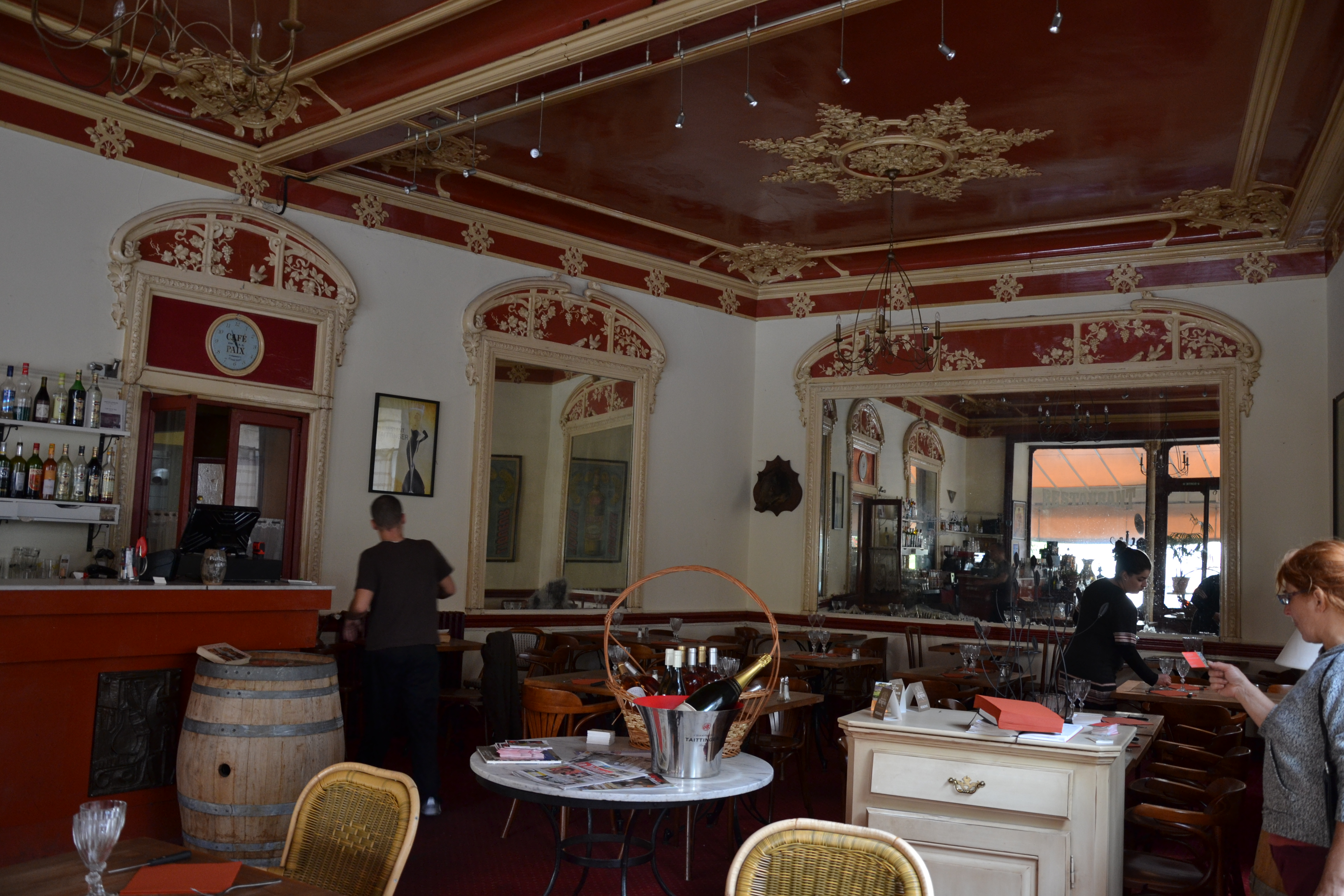
Le « Café de la Paix », à Valréas, classé monument historique.

## Réglementation et licences
En France, les bistrots font l'objet d'une réglementation spécifique : le Code des débits de boissons, auquel s'ajoute un certain nombre d'articles du Code général des impôts.
Il existe plusieurs niveaux de licence en France : 
- licence de 1re catégorie (licence 1) qui autorise la vente de boissons non alcoolisées (supprimée en 2011) ;
- licence de 2e catégorie (licence 2) qui autorise la vente de boissons fermentées (bière) ;
- licence de 3e catégorie (licence 3) qui autorise la vente de boissons alcooliques comme le vin ;
- licence de 4e catégorie (licence 4) qui autorise la vente de spiritueux ;
- licence des boissons à emporter.

Pour avoir le droit d'exploiter une licence, il faut préalablement faire une déclaration auprès de l'administration fiscale et des douanes pour de l'alcool ou du tabac.

## Le «bistrot de chef»
Voulant se démarquer de son célèbre père, Raymond Oliver (Le Grand Véfour), le cuisinier et auteur de livres de recettes Michel Oliver est l'un des premiers, au cours de la décennie 1960-1970, à utiliser le mot « bistrot » pour désigner un établissement d'une certaine tenue, proposant une cuisine plutôt bourgeoise, assez sagement tarifée (Le Bistrot de Paris, au cadre « 1900 », rue de Lille). Il a repris l'idée à son père qui lui avait précédemment confié un « bistrot de chef », L'Oliveraie.

## Honneur
L'astéroïde (2038) Bistro porte son nom.

### Ressource radiophonique
- Jean-Noël Jeanneney, « "Au bistrot" » [audio], émission Concordance des Temps (58 min), France Culture, 9 décembre 2023.